# Hang

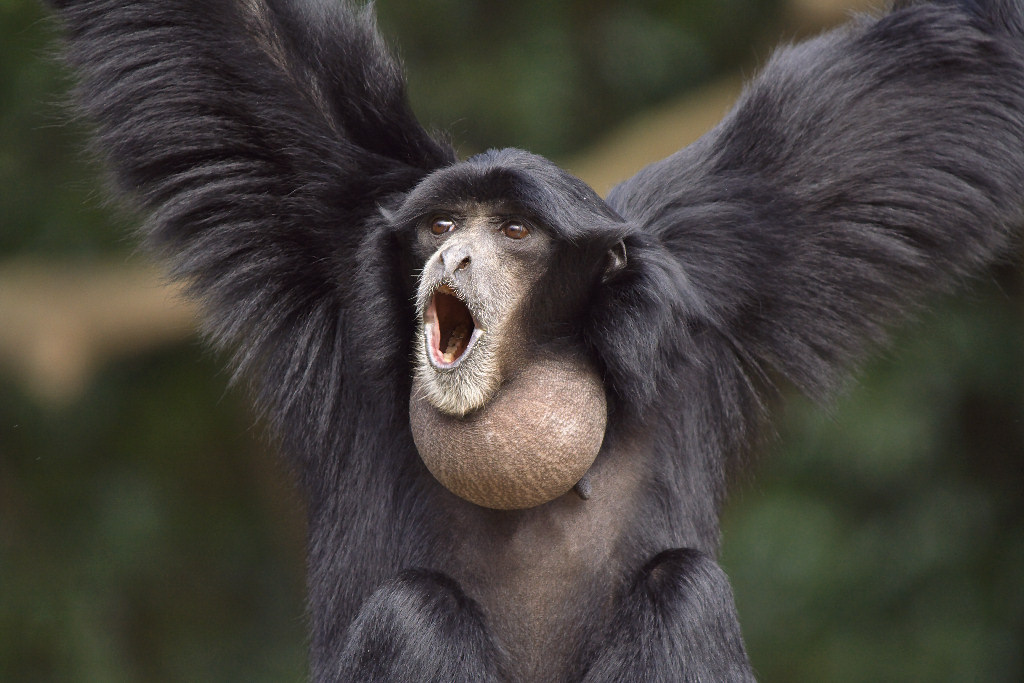
Egy hangforrás: bőgő sziamang

A hang a hallószervünk által felfogható, rugalmas közegekben – például levegőben – mechanikai hullámként terjedő rezgés. Élettani, lélektani értelemben a hangrezgés által a fül és a hallás által érzékelt hangérzet. Hangoknak nevezzük az emberi beszéd, a beszélt nyelvek, illetve a zene, a zenei hangrendszerek alapelemeit is.
Fizikai értelemben a hang egy rugalmas közeg mechanikai rezgése, ami hullámokban tovaterjed.  Például a megpendített gitárhúr rezgésbe jön, rezgésbe hozza a levegő részecskéit, ez részecskéről részecskére továbbadódik, „hanghullámként” tovaterjed a levegőben. A fülünkbe jutva a rezgő levegőrészecskék megrezegtetik a dobhártyánkat, amit az agyunk hangként érzékel.
Ha e rezgés frekvenciája kb. 20 Hz alatti, vagy kb. 20 kHz fölötti, akkor hallásunk nem érzékeli azt, ennek ellenére fizikai sajátosságai alapján ezt is hangnak, első esetben infrahangnak, a másodikban ultrahangnak nevezzük. A nagyon nagy frekvenciájú ultrahangokat – hol 100 MHz, hol 1 GHz fölött – hiperhangnak is nevezik.
A hangot mint fizikai jelenséget az akusztika, a beszédhangokat a fonetika, a zenei hangokat a zenetudomány tanulmányozza.

## A hang mint rezgés

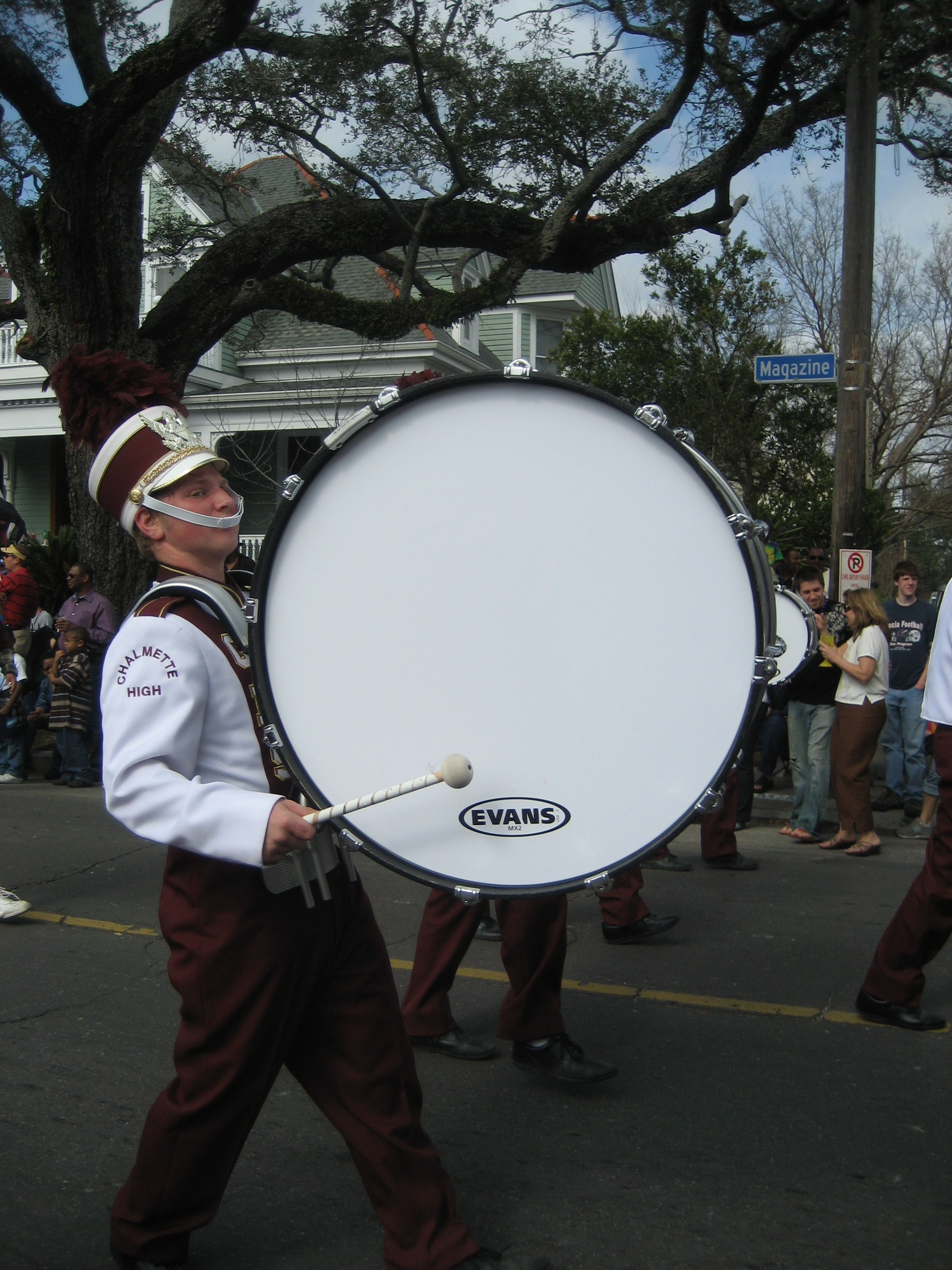
A dob bőrének rezgése hangot kelt

A gyakorlatban minden hang mögött valamilyen tárgy, anyag részecskéinek rezgése áll: gitárnál a húr, emberi hangnál a hangszálak, dobnál a dob bőre, xilofonnál a falapocskák, trombitánál a trombitás ajka, hangfalnál a hangszóró membránja, kőre csattanó üvegpohárnál a kő és az üvegdarabkák, fűrészelésnél a fűrész és a fűrészelt anyag, amikor bekopogunk egy ajtón, az ujjunk és az ajtó anyaga jön rezgésbe. A rezgésbe jött tárgy hozza rezgésbe a levegő részecskéit, és e rezgés pedig részecskéről részecskére továbbadódva, „hanghullámként” tovaterjed a levegőben. A fülünkbe jutva a rezgő levegőrészecskék megrezegtetik a dobhártyánkat, amit az agyunk hangként érzékel. Az egy pillanatig tartó hangoknál (durranás, csattanás, lövés) egyszeri léglökés jön létre. Például egy kidurranó léggömbnél a belső, nagy nyomású levegő hirtelen kiszabadulva meglöki a körülötte levő levegőt, és ez a lökés terjed a dobhártyánkig.

### Rezgések
Rezgésnek azt a folyamatot nevezzük, melynek állapotai időközönként ismétlődnek.
- Periodikus rezgésről van szó, ha ezek az időközök egyenlőek, egyébként
- nemperiodikus rezgésről.

#### Harmonikus rezgés
Mechanikai rezgésen leggyakrabban anyagi testeknek vagy részecskéknek egy pont körüli meghatározott irányú kimozdulásait értjük. Ennek legegyszerűbb esetét egy rugóra függesztett tömeggel illusztrálhatjuk, melyet függőlegesen kitérítünk nyugalmi helyzetéből, majd elengedünk. Ebben az esetben a tömegre ható erő nagysága egyenesen arányos a kitéréssel, de ellentétes irányú, és ez azt eredményezi, hogy a tömeg függőleges irányban a tehetetlensége miatt fel-le mozog. Ha ennek a mozgásnak az időbeli lefolyását vizsgáljuk, hullámvonal formájú függvényt kapunk, amely megfelel egy {\displaystyle r} sugarú körpályán egyenletes {\displaystyle \omega } szögsebességgel keringő pont vetülete által leírt mozgásnak. Az {\displaystyle y} kitérés a {\displaystyle t} idő függvényében {\displaystyle \delta } kezdeti szög esetén ekkor ilyen formájú:
{\displaystyle y(t)=r\cdot \sin(\omega \ t+\delta )}.
Az ilyen típusú rezgést harmonikus, szinuszos (vagy egyszerű) rezgésnek nevezzük. Az {\displaystyle \omega } -t ebben az esetben körfrekvenciának nevezzük:
{\displaystyle \omega =2\,\pi \,f}.
Az {\displaystyle f} a frekvencia, az időegység alatt végzett rezgések száma, ennek reciprok értéke a {\displaystyle T} rezgési idő vagy periódusidő:
{\displaystyle f={\frac {1}{T}}}.
A {\displaystyle \delta } szöget a nullafázis szögének, vagy fázisszögnek nevezzük, az {\displaystyle r} értéket, a csúcsértéket pedig amplitúdónak. Az {\displaystyle y} pillanatnyi értékeit kitérésnek, elongációnak hívjuk.
A különböző rezgések össze is adódhatnak, új rezgést hozva létre. Ekkor rezgések összetevéséről, szuperpozíciójáról beszélünk, ebben az esetben az eredő rezgés kitérése mindig egyenlő a részrezgések kitéréseinek összegével.

#### Összetett rezgések
Minden periodikus vagy nemperiodikus rezgés előállítható különböző frekvenciájú, amplitúdójú és fázisú harmonikus rezgések összetevésével. Hangrezgések esetén ezeket az összetevőket részhangoknak nevezzük. Ezen a szemléleten alapul a hangelemzés, melynek matematikai alapja a Fourier-elemzés. Ennek azért is van jelentősége, mert az emberi hallás hasonlóképpen, hangelemzés útján különbözteti meg a hangokat, hangszíneket, és nem a hangrezgés időbeli lefolyása alapján. Például két rezgés összege fáziseltolódásuktól függően más-más rezgésformát mutathat, fülünk ennek ellenére mindig ugyanolyan hangot hall.
Egy hang tehát nemcsak a rezgő közeg időbeli mozgásával írható le, de részhangjainak spektrumaként is ábrázolható, ha megadjuk, hogy különböző frekvenciahelyeken milyen intenzitású részhangokból tevődik össze.
- Vonalas, tehát különálló, diszkrét részhangokból álló spektrum esetén egy meghatározható hangmagasságú hangot hallunk, vagy több ilyen hangot együtt. A periodikus rezgések spektruma vonalas, ráadásul ebben az esetben a részhangok frekvenciái mindig egy alapfrekvencia többszörösei. Az ilyen tulajdonságú részhangok sorozatát nevezzük felhangsornak, az alapfrekvenciát pedig alaphangnak. Ez az alapfrekvencia határozza meg ilyen esetben a hang általunk érzékelt hangmagasságát. A dallamhangszerek zenei hangjai, a beszédhangok zöngéi ilyen típusú spektrumon alapulnak.
- Folytonos a spektrum, ha a különböző frekvenciájú összetevők folytonosan helyezkednek el egymás mellett. A nemperiodikus rezgések mutatnak ilyen képet. Az így létrejövő hangot zörejszerűnek halljuk, extrém esete a fehérzaj, amikor minden hallható frekvencia megtalálható a spektrumban, ráadásul egyenlő intenzitással. A legtöbb ritmushangszer hangja, a beszédhangok közül a mássalhangzók egy része tartozik ebbe a csoportba.

Meg kell említeni a rezgésnek egy határesetét is, amikor szigorú értelemben nincs is szó rezgésről, csak egyszeri hirtelen állapotváltozásról, mechanikai lökésről. Az ilyen folyamatot átmeneti, tranziens folyamatnak nevezzük. A fülünk ezt kattanásként, csattanásként, durranásként stb. érzékeli. Az ilyen folyamat folytonos spektrummal ábrázolható.

## A hang terjedése
A hang terjedése mindig valamilyen anyagban, közegben történik, vákuumban nem terjed hang. Ez a közeg lehet gáz, folyadék vagy szilárd test.

### Hullámok
A hang, a rezgés terjedésének lényege az, hogy a közeg részecskéi egy hangforrás hatására kimozdulnak nyugalmi állapotukból és ezt a kimozdulást a környező részecskék is átveszik, ilyen módon az eredeti elmozdulás hullámszerűen továbbterjed. A rezgés a közeg különböző helyeire nem azonnal, hanem bizonyos késéssel jut el, így a közeg különböző részei az adott pillanatban a rezgés más-más állapotában, fázisában vannak. Ha ez a tovaterjedő rezgés periodikus, akkor viszont lesznek olyan helyek, ahol a fáziseltolódás már akkora (2{\displaystyle \pi } vagy többszöröse), hogy újra az eredetivel azonos rezgésállapot áll elő. Az ilyen, azonos rezgésállapotban lévő pontok egymástól mért távolsága a hullámhossz. A {\displaystyle \lambda } hullámhossz és az {\displaystyle f} frekvencia segítségével meghatározhatjuk a hanghullám terjedési sebességét:
{\displaystyle c=\lambda \,f}.
Ez a {\displaystyle c} érték a hangsebesség. Ennek nagyságát a közeg anyaga, illetve annak fizikai állapota (nyomása, hőmérséklete stb.) határozza meg.
Fontos megjegyezni, hogy nem a hangforrásnál jelen lévő anyagrészecskék teszik meg az utat a hangforrástól a befogadóig, hanem csak maga a hullám, a részecskék rezgési állapota.

### Hullámfajták

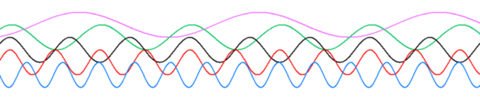
Transzverzális hullámok. Különböző frekvenciájú szinuszhullámok; a lentebbiek magasabb frekvenciájúak

- Transzverzális hullám esetén a részecskék rezgési iránya merőleges a hullámterjedés irányára. Ilyen, amikor egy kötél egyik végét megrázva hullámot idézünk elő, ami végig terjed a kötélen. Hétköznapi értelemben „hullámzásra” gondolva ilyen transzverzális hullámot képzelünk magunk elé. Transzverzális hullám csak szilárd halmazállapotú anyagban alakulhat ki. Ugyanis csak szilárd anyagokban elég nagy a részecskék közötti vonzerő ahhoz, hogy a példánkban függőlegesen kilengő részecskéket a kilengés után visszahúzza eredeti helyükre, úgy, hogy közben ez a kimozdulás a szomszéd részecskére oldalirányban terjedjen tovább. Vízszintes kötél esetén például miközben a kötél egy adott pontja függőlegesen föl-le mozog, az összetartó erő elég erős ahhoz, hogy megrántsa-kilendítse a szomszédját is. Így alakul ki a sajátos, hullámként érzékelt mozgás, melyben a részecskék függőlegesen rezegnek, ám közben a rezgés a vízszintes szomszédokra átadódva, vízszintes irányban, „rezgésirányára merőleges irányban” terjed. (Ez csak a valós anyagmozgást jelentő mechanikai hullámokra érvényes, az elektromágneses hullámokra nem). A molekulákat és a köztük ható összetartóerőt még jobban modellezi, ha kötél helyett gyöngysorként felfűzött biliárdgolyókra gondolunk. Gázokban (levegőben) transzverzális hullámok nem jöhetnek létre, mivel a gázrészecskék közt nincsen összetartó erő, ezért nem tudják a szomszédjukat magukkal húzni, csupán biliárdgolyó módjára lökdösni. A kifeszített húron vagy membránon létrejövő hullámok is transzverzális hullámok. A húr transzverzális rezgése azonban – a levegőben már longitudinális (hang)hullámokat kelt.

Longitudinális hullám terjedése (síkban terjedő impulzus). A részecskék oda-vissza rezgésének átadódását, tovaterjedését "sűrűsödések-ritkulások” formájában érzékeljük.

- Longitudinális hullám esetén a részecskék rezgésének iránya azonos a hullám terjedésének irányával. A hanghullámok jellemzően longitudinális hullámok. Megértéséhez képzeljük el egy tipikus hanghullám keletkezését: Amikor egy hangfal membránja előre kimozdul, az előtte levő levegő (egymáshoz képest szabadon elmozduló) részecskéi biliárdgolyókhoz hasonlóan lökődnek neki a szomszédos részecskéknek, majd pattannak vissza. A szomszédos részecskék ugyanígy: továbblökődnek, majd maguk is visszapattannak. Ez az anyagban mint átmeneti sűrűsödés-ritkulás terjed tovább. A terjedés iránya megegyezik a részecskék oda-visszapattogásának irányával, tehát „longitudinális”.  Longitudinális rezgés gáz, folyadék, szilárd halmazállapotú anyagban is létrejöhet. Gázokban (levegőben) viszont csakis longitudinális hullámok jöhetnek létre, hiszen a gázrészecskék csak lökdösni képesek biliárdgolyó módjára a szomszédjukat, összetartó erő híján magukkal húzni, „rángatni” nem.  Longitudinális hullám terjedése (síkban terjedő impulzus). A részecskék oda-vissza rezgésének átadódását, tovaterjedését "sűrűsödések-ritkulások” formájában érzékeljük.Ha a közeg kellően tágas méretű, a hangforrás pedig pontszerű, akkor a keletkező longitudinális hullámok gömbhullámok lesznek, azaz az azonos rezgésállapotban lévő részecskék a hangforrás mint középpont körüli koncentrikus gömbök felületén helyezkednek el. Ebben az esetben a rezgési energia a hangforrástól távolodva egyre nagyobb felületen oszlik el, tehát a rezgés amplitúdója, intenzitása a távolsággal csökken. A hang terjedésének legjellemzőbb esete, a levegőben terjedő hang, a léghang ilyen jellegű.   A longitudinális hullámoknál a közeg térfogati rugalmassága kap szerepet, vagyis az adott anyag részecskéinek elmozdulásával összhangban annak sűrűsödése-ritkulása terjed tovább.
- Hajlítási hullámok hosszúkás vagy lapos formájú szilárd testekben keletkeznek, itt az anyag alaki rugalmassága kap szerepet, egy geometriai deformáció terjed hullámszerűen. Ilyen esetben a terjedési sebesség függ a frekvenciától is, a részecskék elsősorban (de nem kizárólag) transzverzális mozgást végeznek. Az idiofon hangszerek, illetve a húros hangszerek testén keletkeznek ilyen hullámok, az utóbbi esetben ezek segítségével tud például a húrok rezgése léghang formájában a térben szétterjedni.
- Léteznek még nyúlási és torziós hullámok is, ezek hangtani szempontból kevésbé fontosak.

## Fizikai mennyiségek
- Hangnyomás: Hanghullámok által keltett, változó nyomás rugalmas közegben, amely a hangtérben közvetlenül mérhető. Jele a kis p, mértékegysége a Pa (pascal). A hallásküszöb nyomásértéke 2 kHz-es frekvenciánál 20 µPa. Mérhetjük csúcsértékét, effektív értékét vagy akár számtani középértékét. A hangnyomás hozzáadódik a normális légköri nyomáshoz. Haladó síkhullámban a részecskék kitérése és a hangnyomás között 90°Fáziseltolás van.
- Hangrezgési sebesség vagy részecskesebesség: Az a váltakozó irányú és nagyságú sebesség, amellyel a hangot továbbító közeg részecskéi nyugalmi helyzetük körül rezegnek. Jele a kis v, mértékegysége a m/s (méter per szekundum). Haladó síkhullámban a hanghullám és a részecskesebesség azonos fázisú. A részecskék sebessége és tömege együtt energiát hordoz, a hullámterjedés hangenergia terjedésével jár együtt, melynek iránya egybeesik a hullámterjedés irányával.
- Hangteljesítmény: A hangteljesítmény az időegységenkénti hangenergiát jelenti. Jele a nagy P, mértékegysége a W (Watt) (vagy J/sec).
- Hangintenzitás: A hangintenzitás az egységnyi felületre jutó hangteljesítmény. Jele a nagy I, mértékegysége a W/m².
- Hangnyomásszint: Két hangnyomás érték hányadosának a tízes alapú logaritmusa. Jele Lp, mértékegysége a dB (decibel). Számításának módja: Lp=20*lg(p/p0).
- Hangteljesítményszint: Két hangteljesítmény érték hányadosának tízes alapú logaritmusa. Jele LP, mértékegysége a dB.
- Hangintenzitásszint: Két hangintenzitás érték hányadosának tízes alapú logaritmusa. Jele LI, mértékegysége a dB.

## A hang érzékelése

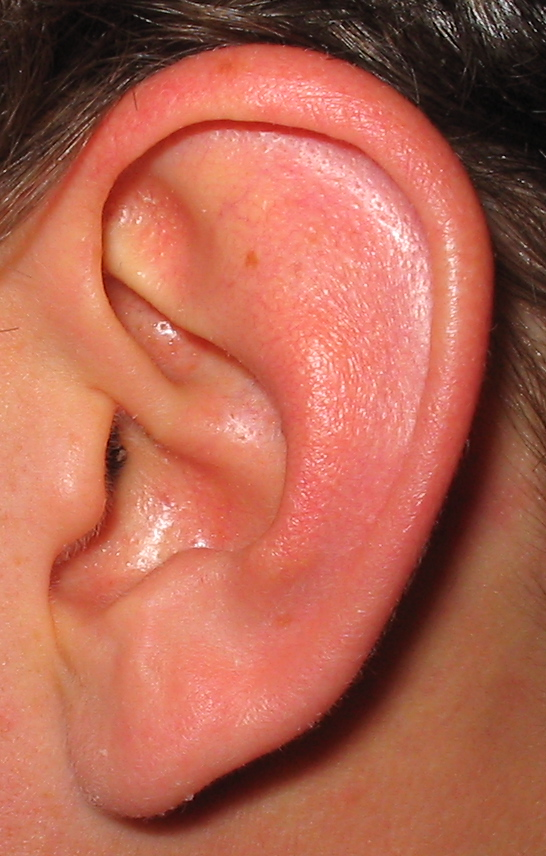
Emberi fül

Ha a rezgés frekvenciája kb. 20 Hz alatti, vagy kb. 20 kHz fölötti, akkor hallásunk nem érzékeli azt, első esetben infrahangról, a másodikban ultrahangról van szó.
A fülünk által érzékelt hangoknak a következő tulajdonságai vannak:
- Hangosság: Mértéke a hanghullám intenzitásával, amplitúdójával kapcsolatos, de emellett erősen függ a frekvenciától is.  Azonos hangnyomás mellett a magasabb hangokat hangosabbnak halljuk, kb. 4000 Hz fölött viszont már egyre gyengébbnek.
- Hangszín: A hangnak egyik legnehezebben megragadható tulajdonsága. Nyilvánvalóan összefügg a hang összetételével, spektrumával, de érdekes, hogy egyazon hangforrás (hangszer vagy ember) különböző magasságú hangjaiban is képesek vagyunk érzékelni az azonos karaktert, az azonos eredetet.
- Hangmagasság: Elsősorban a periodikus rezgést tartalmazó, zenei hangoknál kap szerepet, annak alapfrekvenciájával függ össze, de zörejnek is lehet többé-kevésbé meghatározható hangmagassága, ha spektruma egy adott frekvencia környékén erősebb maximumot képez.
- Időtartam, időbeli lefolyás: A bennünket körülvevő hangok ritka kivételtől eltekintve (például tengerzúgás) mindig időben behatárolt események, van kezdetük, egy időbeli lefolyásuk és egy befejeződésük. A természet zörejeinek azonosításában, a zene ritmusában, a beszédhangok érzékelésében, értelmezésében ennek döntő szerepe van.

## A hang leképezése
A hang, a hangban lévő információ eredeti fizikai formájából, a mechanikai rezgésből leképezhető más fizikai folyamattá, más jellegű információvá is, majd visszaállítható eredeti formájába. Ennek a leképezésnek a célja a hang átvitele, rögzítése, feldolgozása, felerősítése, tömörítése stb. lehet.
A hagyományos telefonkészülék esetén például a hangrezgést elektromos feszültségingadozássá alakítjuk, hogy vezetéken nagy távolságra továbbíthassuk. A régi hanglemezeken a hangrezgést megfelelő formájú barázdákká, a hangosfilmen optikai jellé, a hangszalagon a mágnesség ingadozásává alakítjuk, hogy tárolhassuk, majd visszaalakítsuk hallható hanggá. Az ilyen leképezést analóg leképezésnek nevezzük, mert a hangot jellemző nyomásingadozásnak itt egy más jellegű fizikai mennyiség hasonló ingadozását feleltetjük meg.
A hang leképezhető ezen kívül digitálisan is, ilyenkor a hangot (általában bináris) számok sorozatává alakítjuk. Ez a gyakorlatban úgy történik, hogy meghatározott időközönként (lehetőleg minél sűrűbben, ideális esetben a mintavételezni kívánt legnagyobb frekvencia kétszeresével) mintát veszünk a rezgésfolyamat állapotából, a kitérés pillanatnyi értékének egy számot feleltetünk meg, és e számok sorozata hordozza a hanginformációt.